# Would You Love a Monsterman?
Singles de Lordi
Devil is a Loser
Pistes de Get Heavy
Rock the Hell Outta You Icon Of Dominance
Would You Love a Monsterman? (Aimerais-tu un monstre ?) est le premier single du groupe finlandais Lordi. Le morceau s'est classé numéro en première place des classements en Finlande

## Liste des titres
Version finlandaise
1. Would You Love A Monsterman?
2. Biomechanic Man
3. Would You Love A Monsterman? (radio edit)

Version allemande
1. Would You Love A Monsterman?
2. Biomechanic Man (album version)
3. Would You Love A Monsterman? (radio edit)

Version 2006
1. Would You Love A Monsterman? (2006)

## Clip
Il y a eu deux clips de Would You Love a Monsterman ? :
- Le premier en 2002 (seul vidéo où l'on voit Magnum)
- Le second pour Halloween 2006

## Composition du groupe
- Mr. Lordi : chant
- Kita : batterie
- Amen : guitare
- Magnum : basse
- Enary : clavier